# Sukhoi Su-11
Il Sukhoi Su-11 (in caratteri cirillici Сухой Су-11, nome in codice NATO Fishpot C - nassa) era un caccia intercettore monomotore a getto con ala a delta progettato dall'OKB 51 diretto da Pavel Osipovič Suchoj e sviluppato in Unione Sovietica negli anni sessanta.
Il modello non va confuso con il bimotore progetto "LK" (una sorta di copia del Messerschmitt Me 262 della seconda metà degli anni quaranta), anch'esso inizialmente identificato con la sigla Su-11, designazione che però venne scartata e quindi successivamente riusata per il Fishpot C. Persino il sito ufficiale della Sukhoj (si visiti questo collegamento Archiviato il 14 maggio 2006 in Internet Archive.) crea confusione parlando del progetto LK e mostrando le foto del Su-11 Fishpot C, che è invece successivo e monta un solo motore.

## Storia del progetto
Il Su-11 nacque come aggiornamento del Su-9 Fishpot, che era stato sviluppato dalla Sukhoj parallelamente al Su-7 (un caccia-bombardiere con ala a freccia).
Il T-3, uno dei primi prototipi di intercettore a reazione dell'OKB Sukhoj (la sigla T indica prototipi con ala a delta, da треугольный, triangolare), ridesignato T-47 (o più correttamente T-4/7) venne equipaggiato con il nuovo radar Orel (aquila in russo, designato Skip Spin dalla NATO) e due missili R-8M (AA-3 Anab in codice NATO) sia a guida radar semiattiva che infrarossa. I missili a guida radar richiedevano l'illuminazione del bersaglio da parte del radar per tutta la durata del volo del missile, mentre una seconda versione era guidata automaticamente dopo una illuminazione solamente iniziale. Lo R-8 aveva un più ampio raggio d'azione e poteva essere sganciato ad una quota maggiore rispetto agli R-5MS (AA-1 Alkali), sebbene comunque l'acquisizione e l'inseguimento del bersaglio potesse essere compiuto ancora solo nell'emisfero anteriore. Lo sviluppo di questo sistema avanzato costò molto tempo agli uffici tecnici competenti. Sukhoj dovette adattare il muso del T-3 al nuovo radar notevolmente più ingombrante rispetto al precedente, l'Almaz (diamante).
Questo nuovo tipo di fusoliera fu testata inizialmente sui vecchi prototipi PT-8/1 e sul PT-8/4 (prima e quarta macchina) agli inizi del 1958. Il T-47 era molto simile al PT-8/4 nel suo arrangiamento generale. Probabilmente la sigla 47 indicava la quarta serie dei prototipi con ala a delta, pianificata per studiare il sistema d'arma K-7 (o anche R-7, la sigla K indicava un prototipo di missile) sviluppato dall'ufficio tecnico di Torpov e Lyapin (OKB-134), ma questo progetto venne presto abbandonato in favore del sistema K-8 (o R-8). Furono convertite, alla fabbrica Sukhoj di Mosca, anche alcune macchine operative alla versione T-47 per sviluppare il più velocemente possibile il nuovo sistema d'arma.
Il T-47/2 (ovvero il PT-8/1 convertito) fu il primo prototipo ad essere provato in volo, nel luglio del 1958. Era privo del sistema d'arma, dato che doveva servire unicamente come prova aerodinamica. Dopo i primi collaudi l'aereo venne perduto. Il T-47/3 fu il primo a montare il radar Orel e il cono al centro della presa d'aria venne ingrandito. Yermolaev era il capo del progetto ed i primi collaudi in volo vennero eseguiti nel dicembre del 1959, mentre il T-47/4 (capo progetto Vassilyev) ed il T-47/5 (capo progetto Vladimir Baluev) avevano già iniziato a volare in primavera.
Alla fine di settembre era chiaro che la nuova presa d'aria ed il cono ingrandito facevano perdere in prestazioni. Diminuiva la tangenza pratica, velocità massima ed accelerazione. Ma tutti e tre i prototipi vennero inviati alle prove in volo per l'accettazione in servizio, che dovevano essere effettuate in due parti: la prima da novembre 1959 ad aprile 1960 ed una seconda da aprile 1960 a giugno 1961. Durante la prima parte delle prove si aggiunsero altri due PT-8 convertiti.
Durante le prove si decise di adottare il nuovo turbogetto Ljul'ka AL-7F-2 (che sostituiva la versione F-1), in questo modo le migliori prestazioni del motore compensavano le perdite aerodinamiche della presa d'aria. Vennero aggiunti nuovi serbatoi di combustibile alla radice delle ali, vennero sostituiti i due serbatoi deformabili in fusoliera con uno integrale più capiente e vennero aggiunte le due spine contenenti collegamenti elettrici all'esterno del dorso della fusoliera, che si possono vedere chiaramente nelle foto. Alla fine della seconda parte dei collaudi tutti i prototipi erano stati modificati in tal senso. Si cercò di migliorare il più possibile il cono e la presa d'aria, ma le prestazioni restarono comunque inficiate dalle generose dimensioni della nuova installazione.
Alla fine comunque l'apparecchio venne commissionato per la produzione, girazie soprattutto alle migliorie apportate, rispetto ai Su-9 di serie, nel sistema d'arma, nel più ampio raggio d'azione e per la più elevata tangenza.
Appena il Su-9 uscì di produzione, nel 1961, nella fabbrica di Novosibirsk iniziarono i preparativi per costruire i nuovi apparecchi, battezzati appunto Su-11. Si decise alla fine di equipaggiare il nuovo apparecchio con il radar Orel, una radio RSIU-5, una bussola ARK-10, un sistema di autoguida Vozdukh-1 che includeva l'equipaggiamento Lazur ARL-S, un sistema IFF SRZO-2 ed un sistema di allarme radar Sirena-2.
La produzione della versione definitiva, Su-11-8M, cominciò nel 1962, ma alcuni problemi nello sviluppo e degli incidenti ritardarono l'ingresso in linea nell'aviazione sovietica e nella difesa aerea (V-VS e PVO) che avvenne solo nel 1964. La produzione si concluse un anno dopo, ne furono prodotti 108, anche se si ritiene che alcuni ultimi Su-9 furono aggiornati alla versione Su-11.
L'OKB Sukhoj considerò il Su-11 assai inferiore al Su-15 Flagon. Nonostante ciò alcuni esemplari sono stati impiegati fino all'inizio degli anni ottanta. L'ultimo Su-11 è stato radiato nel 1983.
La versione Su-11U Maiden biposto fu impiegata come addestratore, simile alla versione U del Su-9, a causa dell'abitacolo ingrandito, poteva imbarcare una quantità di combustibile molto limitata, rendendo l'aereo inadatto a qualunque scopo di combattimento reale.

## Utilizzatori
Unione Sovietica
- Vojska protivovozdušnoj oborony